# Euryphymus eremobioides
Euryphymus eremobioides är en insektsart som beskrevs av Bolívar, I. 1889. Euryphymus eremobioides ingår i släktet Euryphymus och familjen gräshoppor. Inga underarter finns listade i Catalogue of Life.